# روجر سانشيز
روجر ريني سانشيز (Roger Rene Sanchez) من مواليد 1 يناير 1967.هو دي جي ومنتج أسطوانات وريمكسرز أمريكي مختص في موسيقى الهاوس و فائز بجائزة الغرامي .

## روابط خارجية
- روجر سانشيز على موقع IMDb (الإنجليزية)
- روجر سانشيز على موقع ميوزك برينز (الإنجليزية)
- روجر سانشيز على موقع أول ميوزيك (الإنجليزية)
- روجر سانشيز على موقع ديسكوغز (الإنجليزية)